# Watchara Mahawong
Watchara Mahawong (thailändisch วัชระ มหาวงศ์, * 28. November 1983 in Nakhon Phanom) ist ein thailändischer Fußballspieler.

## Karriere

### Verein
Watchara Mahawong unterschrieb seinen ersten Vertrag 2008 bei Buriram PEA in Buriram. 2010 wechselte er nach Chian MaiChiangmai und schloss sich dem Erstligisten Thailand Tobacco Monopoly FC an. Bis 2012 spielte er 38 Mal für den Club. Die Rückserie 2010 wurde er an den Zweitligisten Chanthaburi FC ausgeliehen. 20132 wechselte er vom Norden in den Süden. Hier unterschrieb er einen Vertrag beim Erstligisten Songkhla United FC. Nach der Hinrunde ging er an die Ostküste und spielte die Rückrunde beim Ligakonkurrenten Pattaya United. Mit dem Verein stieg er am Ende der Saison in die Zweite Liga ab. Der Erstligiste Singhtarua FC aus Bangkok nahm ihn die Saison 2014 unter Vertrag. Nach einem Jahr wechselte er wieder zum Erstligaaufsteiger Nakhon Ratchasima FC nach Nakhon Ratchasima. Nach der Rückrunde 2015 ging er wieder nach Bangkok. Hier unterschrieb er einen Vertrag beim Zweitligisten Thai Honda FC. 2016 wurde er mit dem Club Meister der Thai Premier League Division 1 und stieg somit in die Thai Premier League auf. Nach nur einem Jahr in der Ersten Liga stieg der Club nach Ende der Saison 2017 wieder in die Zweite Liga ab. Ende 2019 gab Thai Honda den Ausstieg aus der Thai League bekannt. Wo er von 2020 bis Mitte 2021 gespielt hat, ist unbekannt. Im Juli 2021 nahm ihn der Drittligist Banbueng FC unter Vertrag. Mit dem Verein aus Chonburi tritt er in der Eastern Region an.

## Erfolge
Buriram PEA
2008 – Thai Premier League – Meister
Thai Honda Ladkrabang FC
2016 – Thai Premier League Division 1 – Meister  ▲